# كولن ويلسون (مهندس معماري)
كولن ويلسون (بالإنجليزية: Colin St John Wilson) (و. 1922 – 2007 م) هو مهندس معماري، ومؤلف، وكاتب من المملكة المتحدة، والمملكة المتحدة لبريطانيا العظمى وأيرلندا، ولد في شلتنهام، كان عضوًا في الأكاديمية الملكية للفنون، توفي عن عمر يناهز 85 عاماً.

## التعليم
تعلم في كلية جسد المسيح ‏، وتعلم في كلية لندن الجامعية، وتعلم في مدرسة فلستد ‏
.

## الخدمة العسكرية
خدم في البحرية الملكية البريطانية.

## جوائز
حصل على جوائز منها:
- نيشان الفنون والآداب من رتبة قائد (17 يناير 2013)[8]
- جائزة المنافسة العامة  [لغات أخرى]‏ (1946)